# 后三乡
后三乡，是中华人民共和国黑龙江省绥化市望奎县下辖的一个乡镇级行政单位。

## 行政区划
后三乡下辖以下地区：
正兰后三村、正兰前二村、正兰前三村、厢白七村和厢白十三村。